# 哈納城 (伊利諾伊州)
哈納城（英語：Hanna City）是一個位於美國伊利諾伊州皮奧里亞縣的城市。

## 地理
哈納城的座標為40°51′39″N 89°40′41″W / 40.86083°N 89.67806°W，而該地的平均海拔高度為222米（即728英尺）。

## 人口
根據2010年美國人口普查的數據，哈納城的面積為2.37平方千米，當中陸地面積為2.37平方千米，而水域面積為0.00平方千米。當地共有人口1022人，而人口密度為每平方千米431.22人。